# Dysstroma euglauca
Dysstroma euglauca är en fjärilsart som beskrevs av Inoue 1976. Dysstroma euglauca ingår i släktet Dysstroma och familjen mätare. Inga underarter finns listade i Catalogue of Life.